# К-555 «Князь Пожарский»
К-555 «Князь Пожарский» — российская атомная подводная лодка стратегического назначения, относящаяся к 4-му поколению. Восьмая АПЛ проекта 955 «Борей» и пятая, строящиеся по модернизированному проекту 955А «Борей-А», названа в честь русского князя Дмитрия Пожарского.

## История строительства

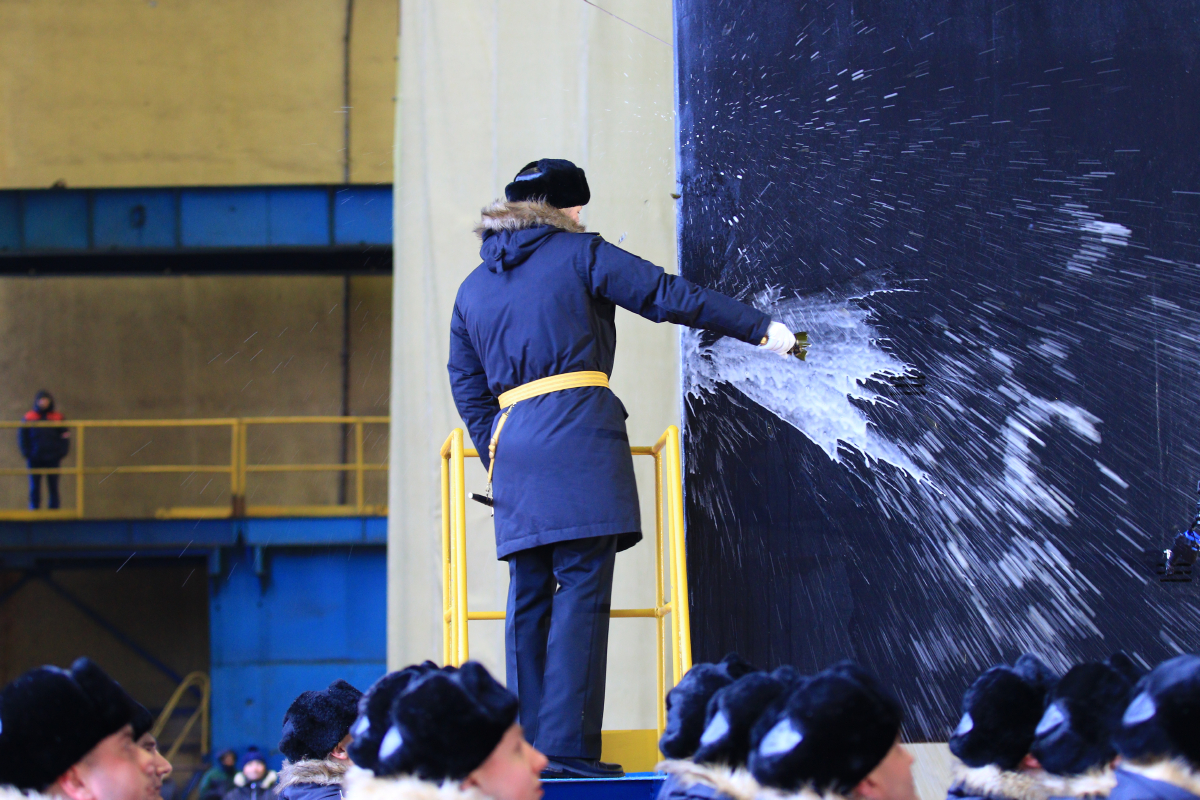
Церемония спуска на воду «Князя Пожарского»

Закладка состоялась 23 декабря 2016 года в Северодвинске на ОАО «Севмаш» под заводским номером 208.
Спуск на воду планировался во второй половине декабря 2023 года, затем был перенесён на начало февраля 2024 года.
3 февраля 2024 года АПЛ была спущена на воду и после вывода из эллинга приступила к началу заводских ходовых испытаний. 28 июля 2024 года АПЛ приступила к заводским ходовым испытаниям. 
Передача АПЛ «Князь Пожарский» в состав Северного флота была запланирована на конец 2024 года, но в начале декабря того же года появилась информация о перенесении сроков сдачи на июнь 2025 года.

## История службы
24 июля 2025 года в присутствии Президента РФ и Главкома ВМФ на К-555 был поднят Военно-морской флаг, корабль принят в строй и вошёл в состав 31-й дивизии подводных лодок Северного флота с базированием на Гаджиево.
3 августа 2025 года украинская разведка обнародовала ряд относящихся к подлодке внутренних документов, среди которых — боевые инструкции для экипажа и схема боевого управления лодкой, инженерная документация, акт осмотра повреждений радиобуя, схемы герметизации отсеков, а также расписание и поимённый список личного состава с оценками физической подготовки, должностями и квалификацией.